# Partido Social-Democrata da Finlândia
O Partido Social-Democrata da Finlândia (em finlandês:  Suomen Sosialidemokraattinen Puolue, SDP em sueco:  Finlands Socialdemokratiska Parti, SDP) é um dos partidos políticos mais influentes da Finlândia, junto com o Partido de Centro e o Partido da Coalizão Nacional (Finlândia). Tem estado no gabinete por longos períodos de tempo e gerou muitas políticas fundamentais do estado finlandês. As políticas social-democratas do SDP são geralmente mais moderadas que aquelas do outro partido político de esquerda do parlamento, a Aliança de Esquerda.

## Ideologia
O SDP é um partido social-democrata de centro-esquerda. O Partido Social-democrata vê a social-democracia como "do lado dos oprimidos contra o opressor, do lado dos desfavorecidos contra o poder do mais forte". O partido opõe-se a uma desregulamentada economia de mercado. De acordo com o programa de princípios, numa sociedade de bem-estar, a política desempenha um papel central no funcionamento do sistema económico, os serviços estatais e municipais aumentam a igualdade e o bem-estar na sociedade e os social-democratas idealizam uma sociedade onde a liberdade supera a subjugação, a humanidade a intolerância e a justiça o egoísmo. A social-democracia consta do programa de princípios do partido para continuar a luta pela igualdade material e espiritual do povo contra o liberalismo de mercado e o conservadorismo de valores. 
O SDP opõe-se à adesão da Finlândia à NATO e defende a permanência da Finlândia na Parceria para a Paz. Nas eleições parlamentares na Finlândia em 2019, 91% dos candidatos SDP se opuseram à adesão à NATO.
O SDP é a favor dos direitos de adoção de LGBT, a construção de usinas nucleares, a preservação do sueco como uma das duas línguas oficiais da Finlândia e o aumento do financiamento às universidades públicas. O partido está defendendo que a Finlândia se torne independente do petróleo até 2030. O SDP tem defendido políticas que impeçam os estrangeiros de trabalhar na Finlândia.
O SDP mantém um relacionamento próximo com os sindicatos, opondo-se às reformas sociais que reduzam o papel dos benefícios de desemprego relacionados aos rendimentos. O governo paga aos beneficiários por meio de intermediários financeiros que são quase exclusivamente sindicatos. O SDP procurou tornar a negociação coletiva obrigatória para empresas com menos de 20 empregados.
O SDP não vê razão para alterar a quota de refugiados atual. O programa eleitoral do SDP inclui os imigrantes como minoria e os direitos das minorias devem ser defendidos. Em sua opinião, a Finlândia também precisa de uma força de trabalho qualificada fora de nossas fronteiras, desde que a migração laboral se baseie na necessidade de mão de obra no setor.

## Resultados Eleitorais

### Eleições legislativas
| Data | Líder                  | CI. | Votos   | %              | +/-   | Deputados | +/-     | Status               |
| ---- | ---------------------- | --- | ------- | -------------- | ----- | --------- | ------- | -------------------- |
| 1907 | Edvard Valpas-Hänninen | 1.º | 329 946 | 37,03 / 100,00 |       | 80 / 200  |         | Oposição             |
| 1908 | Edvard Valpas-Hänninen | 1.º | 310 826 | 38,40 / 100,00 | 1,37  | 83 / 200  | 3       | Oposição             |
| 1909 | Edvard Valpas-Hänninen | 1.º | 337 685 | 39,89 / 100,00 | 1,49  | 84 / 200  | 1       | Oposição             |
| 1910 | Matti Paasivuori       | 1.º | 316 951 | 40,04 / 100,00 | 0,15  | 86 / 200  | 2       | Oposição             |
| 1911 | Matti Paasivuori       | 1.º | 321 201 | 40,03 / 100,00 | 0,01  | 86 / 200  | Estável | Oposição             |
| 1913 | Matti Paasivuori       | 1.º | 312 214 | 43,11 / 100,00 | 3,08  | 90 / 200  | 4       | Oposição             |
| 1916 | Matti Paasivuori       | 1.º | 376 030 | 47,29 / 100,00 | 4,18  | 103 / 200 | 13      | Oposição             |
| 1917 | Kullervo Manner        | 1.º | 444 670 | 44,79 / 100,00 | 2,50  | 92 / 200  | 11      | Oposição             |
| 1919 | Väinö Tanner           | 1.º | 365 046 | 37,98 / 100,00 | 7,51  | 80 / 200  | 12      | Oposição             |
| 1922 | Väinö Tanner           | 1.º | 216 861 | 25,06 / 100,00 | 12,22 | 53 / 200  | 27      | Oposição             |
| 1924 | Väinö Tanner           | 1.º | 255 068 | 29,02 / 100,00 | 3,96  | 60 / 200  | 7       | Oposição (1924–1926) |
| 1924 | Väinö Tanner           | 1.º | 255 068 | 29,02 / 100,00 | 3,96  | 60 / 200  | 7       | Governo (1926–1927)  |
| 1927 | Matti Paasivuori       | 1.º | 257 572 | 28,30 / 100,00 | 0,72  | 60 / 200  | Estável | Oposição             |
| 1929 | Matti Paasivuori       | 1.º | 260 254 | 27,36 / 100,00 | 0,94  | 59 / 200  | 1       | Oposição             |
| 1930 | Kaarlo Harvala         | 1.º | 386 026 | 34,16 / 100,00 | 6,80  | 66 / 200  | 7       | Oposição             |
| 1933 | Kaarlo Harvala         | 1.º | 413 551 | 37,33 / 100,00 | 3,17  | 78 / 200  | 12      | Oposição             |
| 1936 | Kaarlo Harvala         | 1.º | 452 751 | 38,59 / 100,00 | 1,26  | 83 / 200  | 5       | Oposição (1936–1937) |
| 1936 | Kaarlo Harvala         | 1.º | 452 751 | 38,59 / 100,00 | 1,26  | 83 / 200  | 5       | Governo              |
| 1939 | Kaarlo Harvala         | 1.º | 515 980 | 39,77 / 100,00 | 1,18  | 85 / 200  | 2       | Governo              |
| 1945 | Onni Hiltunen          | 1.º | 425 948 | 25,08 / 100,00 | 14,69 | 50 / 200  | 35      | Governo              |
| 1948 | Emil Skog              | 1.º | 494 719 | 26,32 / 100,00 | 1,24  | 54 / 200  | 4       | Governo (1948–1950)  |
| 1948 | Emil Skog              | 1.º | 494 719 | 26,32 / 100,00 | 1,24  | 54 / 200  | 4       | Oposição (1950–1951) |
| 1948 | Emil Skog              | 1.º | 494 719 | 26,32 / 100,00 | 1,24  | 54 / 200  | 4       | Governo (1951)       |
| 1951 | Emil Skog              | 1.º | 480 754 | 26,52 / 100,00 | 0,20  | 53 / 200  | 1       | Governo (1951-1953)  |
| 1951 | Emil Skog              | 1.º | 480 754 | 26,52 / 100,00 | 0,20  | 53 / 200  | 1       | Oposição (1953-1954) |
| 1951 | Emil Skog              | 1.º | 480 754 | 26,52 / 100,00 | 0,20  | 53 / 200  | 1       | Governo (1954)       |
| 1954 | Emil Skog              | 1.º | 527 094 | 26,25 / 100,00 | 0,27  | 54 / 200  | 1       | Governo (1954–1957)  |
| 1954 | Emil Skog              | 1.º | 527 094 | 26,25 / 100,00 | 0,27  | 54 / 200  | 1       | Oposição (1957–1958) |
| 1958 | Väinö Tanner           | 2.º | 449 536 | 23,12 / 100,00 | 3,13  | 48 / 200  | 6       | Governo (1958–1959)  |
| 1958 | Väinö Tanner           | 2.º | 449 536 | 23,12 / 100,00 | 3,13  | 48 / 200  | 6       | Oposição (1959–1960) |
| 1962 | Väinö Tanner           | 3.º | 448 930 | 19,50 / 100,00 | 3,62  | 38 / 200  | 10      | Oposição             |
| 1966 | Rafael Paasio          | 1.º | 645 339 | 27,23 / 100,00 | 7,73  | 55 / 200  | 17      | Governo              |
| 1970 | Rafael Paasio          | 1.º | 594 185 | 23,43 / 100,00 | 3,80  | 52 / 200  | 3       | Governo              |
| 1972 | Rafael Paasio          | 1.º | 664 724 | 25,78 / 100,00 | 2,35  | 55 / 200  | 3       | Governo              |
| 1975 | Rafael Paasio          | 1.º | 683 590 | 24,86 / 100,00 | 0,92  | 54 / 200  | 1       | Governo (1975-1976)  |
| 1975 | Rafael Paasio          | 1.º | 683 590 | 24,86 / 100,00 | 0,92  | 54 / 200  | 1       | Oposição (1976-1977) |
| 1975 | Rafael Paasio          | 1.º | 683 590 | 24,86 / 100,00 | 0,92  | 54 / 200  | 1       | Governo (1977-1979)  |
| 1979 | Kalevi Sorsa           | 1.º | 691 512 | 23,89 / 100,00 | 0,97  | 52 / 200  | 2       | Governo              |
| 1983 | Kalevi Sorsa           | 1.º | 795 953 | 26,71 / 100,00 | 2,82  | 57 / 200  | 5       | Governo              |
| 1987 | Kalevi Sorsa           | 1.º | 695 331 | 24,14 / 100,00 | 2,57  | 56 / 200  | 1       | Governo              |
| 1991 | Pertti Paasio          | 2.º | 603 080 | 22,12 / 100,00 | 2,02  | 48 / 200  | 8       | Oposição             |
| 1995 | Paavo Lipponen         | 1.º | 785 637 | 28,25 / 100,00 | 6,13  | 63 / 200  | 15      | Governo              |
| 1999 | Paavo Lipponen         | 1.º | 612 963 | 22,86 / 100,00 | 5,39  | 51 / 200  | 12      | Governo              |
| 2003 | Paavo Lipponen         | 2.º | 683 223 | 24,47 / 100,00 | 1,61  | 54 / 200  | 2       | Governo              |
| 2007 | Eero Heinäluoma        | 3.º | 594 194 | 21,44 / 100,00 | 3,03  | 45 / 200  | 8       | Oposição             |
| 2011 | Jutta Urpilainen       | 2.º | 561 558 | 19,10 / 100,00 | 2,34  | 42 / 200  | 3       | Governo              |
| 2015 | Antti Rinne            | 4.º | 490 102 | 16,51 / 100,00 | 2,59  | 34 / 200  | 8       | Oposição             |
| 2019 | Antti Rinne            | 1.º | 545 544 | 17,73 / 100,00 | 1,22  | 40 / 200  | 6       | Governo              |

### Eleições presidenciais
| Data | Candidato apoiado           | Voto popular                | Voto popular                | Voto popular                | Voto popular                | Colégio eleitoral           | Colégio eleitoral           | Colégio eleitoral           | Colégio eleitoral           | Colégio eleitoral           | Colégio eleitoral           | Status                      |
| Data | Candidato apoiado           | CI.                         | Votos                       | Eleitores                   | %                           | CI.                         | 1.ª Volta                   | CI.                         | 2.ª Volta                   | CI.                         | 3.ª Volta                   | Status                      |
| ---- | --------------------------- | --------------------------- | --------------------------- | --------------------------- | --------------------------- | --------------------------- | --------------------------- | --------------------------- | --------------------------- | --------------------------- | --------------------------- | --------------------------- |
| 1919 | Väinö Tanner                | Sem voto popular            | Sem voto popular            | Sem voto popular            | Sem voto popular            | 4.º                         | 1 / 300                     |                             |                             |                             |                             | Não Eleito                  |
| 1925 | Väinö Tanner                | 1.º                         | 165 091                     | 79                          | 26,55 / 100,00              | 1.º                         | 78 / 300                    | 5.º                         | 2 / 300                     |                             |                             | Não Eleito                  |
| 1931 | Väinö Tanner                | 1.º                         | 252 550                     | 90                          | 30,18 / 100,00              | 1.º                         | 90 / 300                    | 4.º                         | 0 / 300                     |                             |                             | Não Eleito                  |
| 1937 |                             | 1.º                         | 341 408                     | 95                          | 30,68 / 100,00              |                             |                             |                             |                             |                             |                             | Não Eleito                  |
| 1940 | Johan Helo                  | Sem voto popular            | Sem voto popular            | Sem voto popular            | Sem voto popular            | 2.º                         | 4 / 300                     |                             |                             |                             |                             | Não Eleito                  |
| 1943 | Nenhuma candidatura apoiada | Nenhuma candidatura apoiada | Nenhuma candidatura apoiada | Nenhuma candidatura apoiada | Nenhuma candidatura apoiada | Nenhuma candidatura apoiada | Nenhuma candidatura apoiada | Nenhuma candidatura apoiada | Nenhuma candidatura apoiada | Nenhuma candidatura apoiada | Nenhuma candidatura apoiada | Nenhuma candidatura apoiada |
| 1946 | Nenhuma candidatura apoiada | Nenhuma candidatura apoiada | Nenhuma candidatura apoiada | Nenhuma candidatura apoiada | Nenhuma candidatura apoiada | Nenhuma candidatura apoiada | Nenhuma candidatura apoiada | Nenhuma candidatura apoiada | Nenhuma candidatura apoiada | Nenhuma candidatura apoiada | Nenhuma candidatura apoiada | Nenhuma candidatura apoiada |
| 1950 |                             | 2.º                         | 343 828                     | 64                          | 21,80 / 100,00              |                             |                             |                             |                             |                             |                             | Não Eleito                  |
| 1956 | Karl-August Fagerholm       | 2.º                         | 442 408                     | 72                          | 23,33 / 100,00              | 2.º                         | 72 / 300                    | 1.º                         | 114 / 300                   | 2.º                         | 149 / 300                   | Não Eleito                  |
| 1962 | Rafael Paasio               | 3.º                         | 289 366                     | 36                          | 13,08 / 100,00              | 3.º                         | 37 / 300                    |                             |                             |                             |                             | Não Eleito                  |
| 1968 | Urho Kekkonen               | 1.º                         | 315 068                     | 55                          | 15,46 / 100,00              | 1.º                         | 201 / 300                   |                             |                             |                             |                             | Eleito                      |
| 1978 | Urho Kekkonen               | 1.º                         | 569 154                     | 74                          | 23,25 / 100,00              | 1.º                         | 259 / 300                   |                             |                             |                             |                             | Eleito                      |
| 1982 | Mauno Koivisto              | 1.º                         | 1 370 314                   | 144                         | 43,10 / 100,00              | 1.º                         | 145 / 300                   | 1.º                         | 167 / 300                   |                             |                             | Eleito                      |
| 1988 | Mauno Koivisto              | 1.º                         | 1 513 234                   | 128                         | 48,90 / 100,00              | 1.º                         | 144 / 301                   | 1.º                         | 189 / 301                   |                             |                             | Eleito                      |

| Data | Candidato apoiado | 1.ª Volta | 1.ª Volta | 1.ª Volta      | 2.ª Volta | 2.ª Volta | 2.ª Volta      |
| Data | Candidato apoiado | CI.       | Votos     | %              | CI.       | Votos     | %              |
| ---- | ----------------- | --------- | --------- | -------------- | --------- | --------- | -------------- |
| 1994 | Martti Ahtisaari  | 1.º       | 828 038   | 25,91 / 100,00 | 1.º       | 1 722 313 | 53,85 / 100,00 |
| 2000 | Tarja Halonen     | 1.º       | 1 224 431 | 40,03 / 100,00 | 1.º       | 1 644 532 | 51,63 / 100,00 |
| 2006 | Tarja Halonen     | 1.º       | 1 397 030 | 46,31 / 100,00 | 1.º       | 1 630 980 | 51,79 / 100,00 |
| 2012 | Paavo Lipponen    | 5.º       | 205 111   | 6,70 / 100,00  |           |           |                |
| 2018 | Tuula Haatainen   | 6.º       | 97 294    | 3,25 / 100,00  |           |           |                |

### Eleições europeias
| Data | Cabeça de lista        | CI. | Votos   | %              | +/-  | Deputados | +/-     |
| ---- | ---------------------- | --- | ------- | -------------- | ---- | --------- | ------- |
| 1996 | Paavo Lipponen         | 2.º | 482 577 | 21,45 / 100,00 |      | 4 / 16    |         |
| 1999 | Reino Paasilinna       | 3.º | 221 836 | 17,86 / 100,00 | 3,59 | 3 / 16    | 1       |
| 2004 | Reino Paasilinna       | 3.º | 350 057 | 21,16 / 100,00 | 3,30 | 3 / 14    | Estável |
| 2009 | Mitro Repo             | 3.º | 292 051 | 17,54 / 100,00 | 3,62 | 3 / 13    | 1       |
| 2014 | Liisa Jaakonsaari      | 4.º | 212 781 | 12,31 / 100,00 | 5,23 | 2 / 13    | 1       |
| 2019 | Miapetra Kumpula-Natri | 3.º | 267 342 | 14,62 / 100,00 | 2,31 | 2 / 13    | Estável |